# Eylau (1808)
Pour les autres navires du même nom, voir Eylau (navire).
L'Eylau est un navire de ligne de 80 canons de classe Bucentaure de la Marine impériale française, conçu par l'ingénieur Jacques-Noël Sané, surnommé le « Vauban de la marine ». Il doit son nom à la victoire de Napoléon sur la Russie et la Prusse l'année précédente.

## Carrière
Commencé sous le nom de Saturne, il est rebaptisé Eylau alors qu'il était encore en construction. Il est mis en service le 11 mars 1809 sous les ordres du capitaine Jurien de La Gravière. Le futur amiral s'était signalé quelques semaines plus tôt le 24 février. Il livre en effet ce jour-là, à hauteur des Sables-d'Olonne, avec trois frégates, un combat acharné contre trois vaisseaux de ligne, une frégate et un sloop britanniques, qu'il force à la retraite.
En 1811, il est le vaisseau amiral de l'amiral Allemand. L'année suivante, il est transféré à Toulon.
Après la Restauration, il prend place dans les Caraïbes sous les ordres du capitaine Larue.
Il est finalement démantelé à Brest en 1829.